# Karaïtes de Constantinople

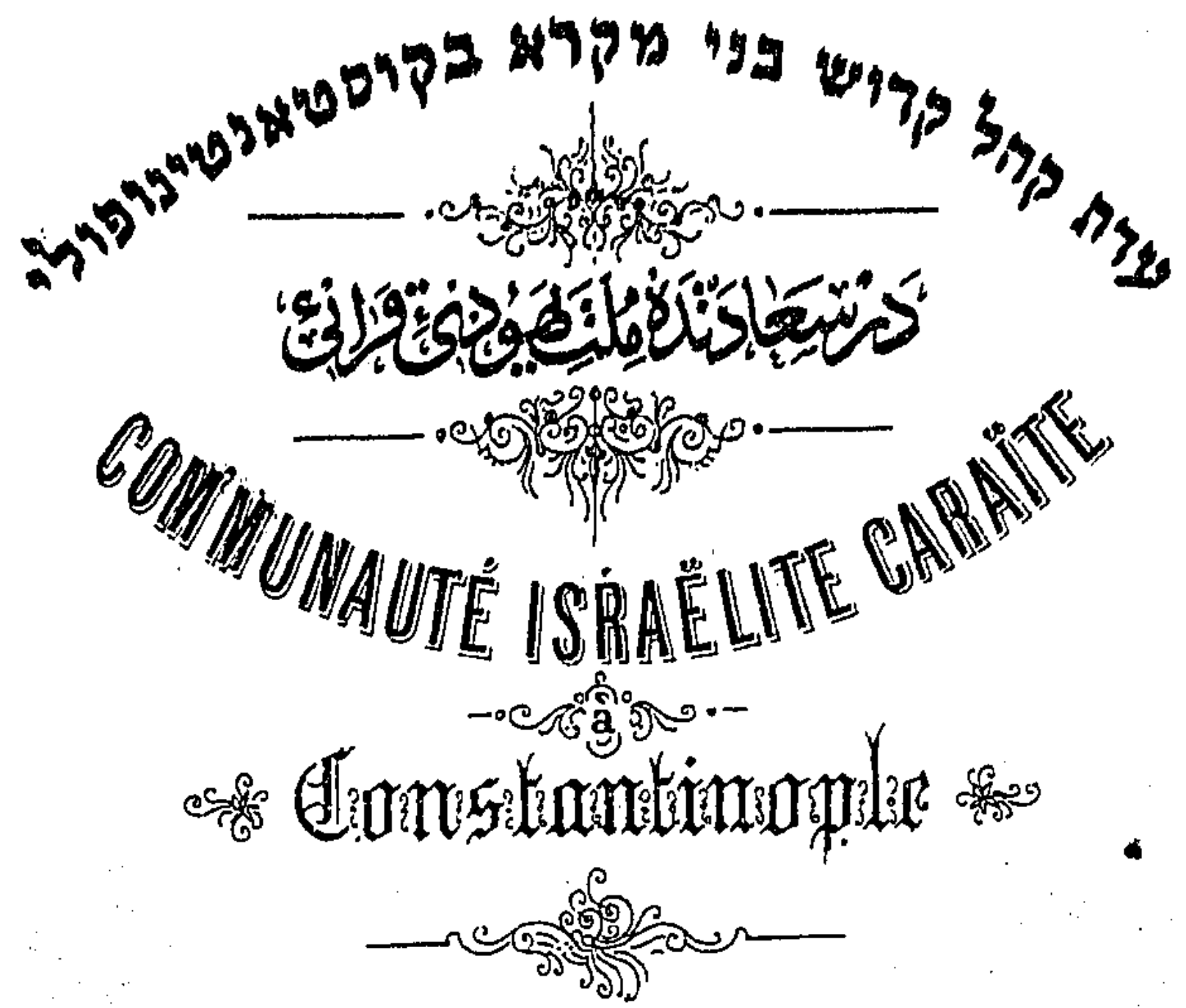
Logo sur les papiers à en-tête de la communauté karaïte de Constantinople (1880)

Les Karaïtes Constantinopolitains ou Gréco-Karaïtes sont une communauté karaïte avec un développement historique spécifique et un héritage culturel, linguistique et littéraire distinct issu de leur résidence dans la capitale de l'Empire romain d'Orient. Il existe de nombreux points communs entre cette communauté et les Juifs romaniotes. 

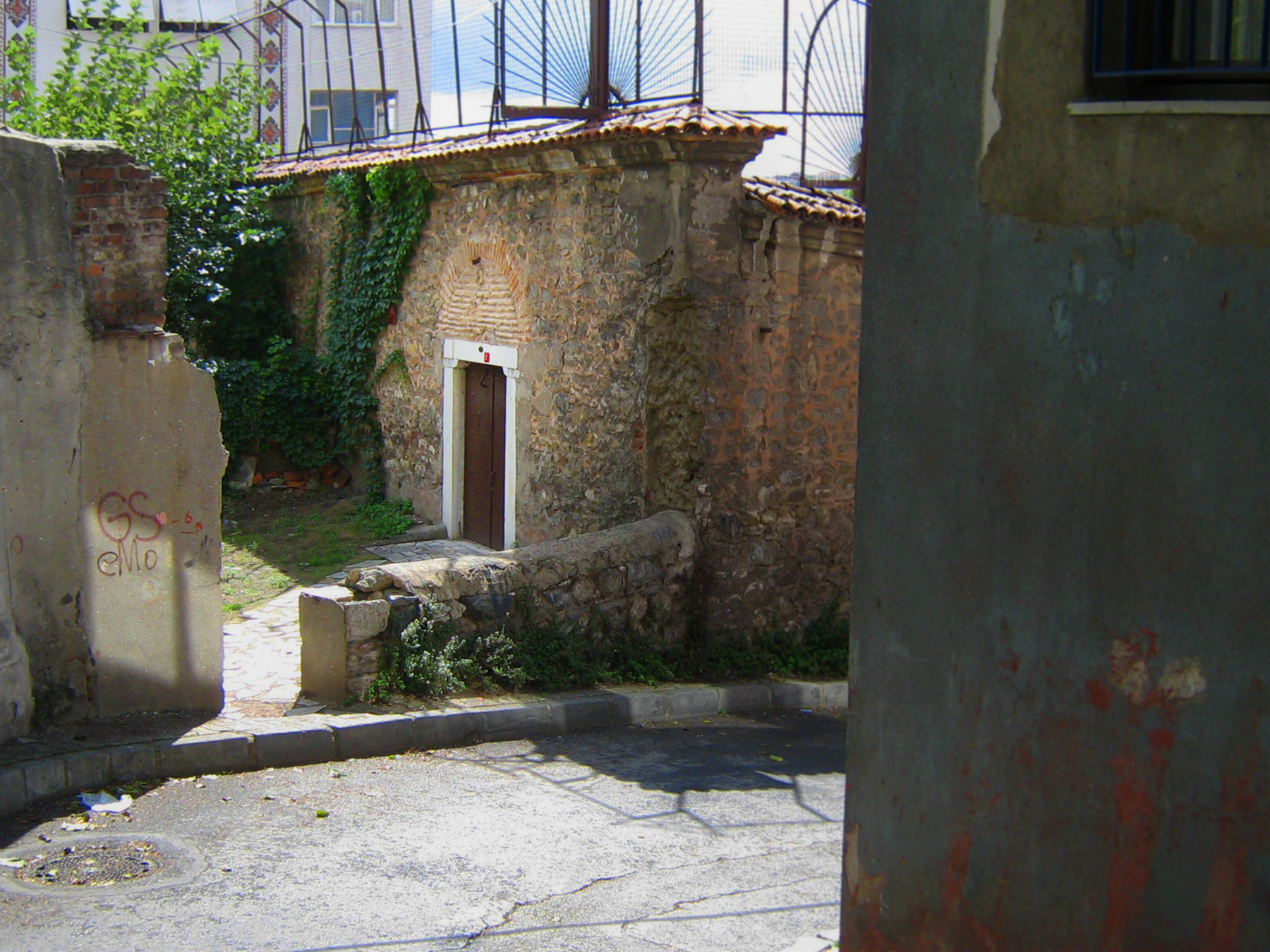
Vue sur la synagogue karaïte d'Istanbul

## Histoire
Les karaïtes vivent à Constantinople (l'actuelle Istanbul) depuis plus de mille ans. De plus petites colonies dans les environs de Constantinople ont également existé, comme les Karaïtes d'Andrinople, qui eux-mêmes descendent de la communauté constantinopolitaine. Tout en ayant des relations étroites et des interactions quotidiennes avec les chrétiens orthodoxes grecs et les juifs romaniotes, ils ont néanmoins développé leur propre dialecte karaïto-grec unique de la langue yévanique ; ce dialecte était utilisé par les membres les plus âgés de la communauté jusqu'à récemment. Le karaïte Elias Afeda Beghi a compilé un glossaire sur la Bible hébraïque avec des mots hébreux traduits en grec. D'autres ouvrages de la littérature gréco-karaïte sont également connus.

## Langue
Jusqu'à récemment, les karaïtes de Constantinople parlaient le karaïto-grec. Leur hébreu a quelques particularités qui le relient à l'hébreu tibérien des massorètes tibériens. 

## Influence sur le judaïsme karaïte
Malgré la petite taille de cette communauté, les karaïtes constantinopolitains ont eu une grande influence sur le judaïsme karaïte par leur production littéraire. Les communautés de Constantinople et d'Andrinople ont produit des personnalités éminentes pour le mouvement karaïte comme Caleb Afendopolo, Elijah Bashyazi, Aaron ben Joseph de Constantinople, Aaron ben Elijah, Judah Hadassi, Moses Beghi au XVe/XVIe siècle, Judah Gibbor, auteur de plusieurs écrits, Judah Poki ben Eliezer (neveu d'Elijah Bashyazi) un érudit, Elijah Yerushalmi également un érudit et d'autres,.  Ces auteurs ont produit des œuvres théologiques, liturgiques et philosophiques de premier plan, qui ont été éminentes pour le développement du judaïsme karaïte au sens large. C'est l'ouvrage "Seder Tefillot" (Livre de prières et d'hymnes) d'Aaron ben Joseph de Constantinople qui a été adopté par la plupart des congrégations karaïtes comme livre de prières standard, et qui lui a probablement valu l'épithète "ha-Kadosh" (le Saint). Afin de régler les lois religieuses, Elijah Bashyazi a compilé un code intitulé "Aderet Eliyahu" (Le manteau d'Elie). Ce code, qui contenait à la fois les préceptes obligatoires et prohibitifs, est considéré à juste titre par les karaïtes comme la plus grande autorité en la matière. Shlomo ben Afeda Ha-Kohen considéré comme le dernier des sages karaïtes de Constantinople a écrit un abrégé du "Aderet Eliyahu" en 1860, nommé "Yeriot Shelomo".

## Relations avec d'autres groupes
Il y avait des relations étroites (mais pas toujours élogieuses) entre les Romaniotes rabbiniques (notamment après l'exil des séfarades de l'Espagne catholiques) et karaïtes de Constantinople, comme on peut le voir dans l'échange de piyyutim pour leurs liturgies, qui allaient dans les deux sens, mais consistaient principalement en des emprunts karaïtes au répertoire liturgique romaniote,. 

## Origine des Karaïtes de Crimée
Il est possible que les Karaïtes de Crimée soient des descendants de marchands karaïtes qui ont émigré en Crimée depuis l'Empire byzantin. Dans un cas particulier, la migration des Karaïtes de Constantinople vers la Crimée est documentée à la suite d'un incendie dans le quartier juif de Constantinople en 1203.